# Campionato mondiale maschile di hockey su pista Sesto San Giovanni 1993
Il Campionato del Mondo 1993 è stata la 31ª edizione del campionato del mondo di hockey su pista, massima competizione internazionale di hockey su pista organizzata dalla FIRS. Si è tenuta dal 1º al 9 ottobre 1993 in Italia nelle città di Sesto San Giovanni, presso l'impianto PalaSesto, a Bassano del Grappa, presso l'impianto PalaBassano e a Lodi, presso l'impianto PalaCastellotti. Per la terza volta nella storia della manifestazione fu prevista la disputa della finale per l'assegnazione del titolo.
Il torneo è stato vinto dal Portogallo, che ha sconfitto in finale l'Italia con il punteggio di 4-3 dopo i tiri di rigore (i tempi supplementari dell'incontro erano terminati sul 3 a 3) e ottenendo cosi il quattordicesimo titolo iridato.
A retrocedere nel torneo di secondo livello del 1994 furono gli Stati Uniti, l'Angola e la Francia.

## Riassunto del torneo

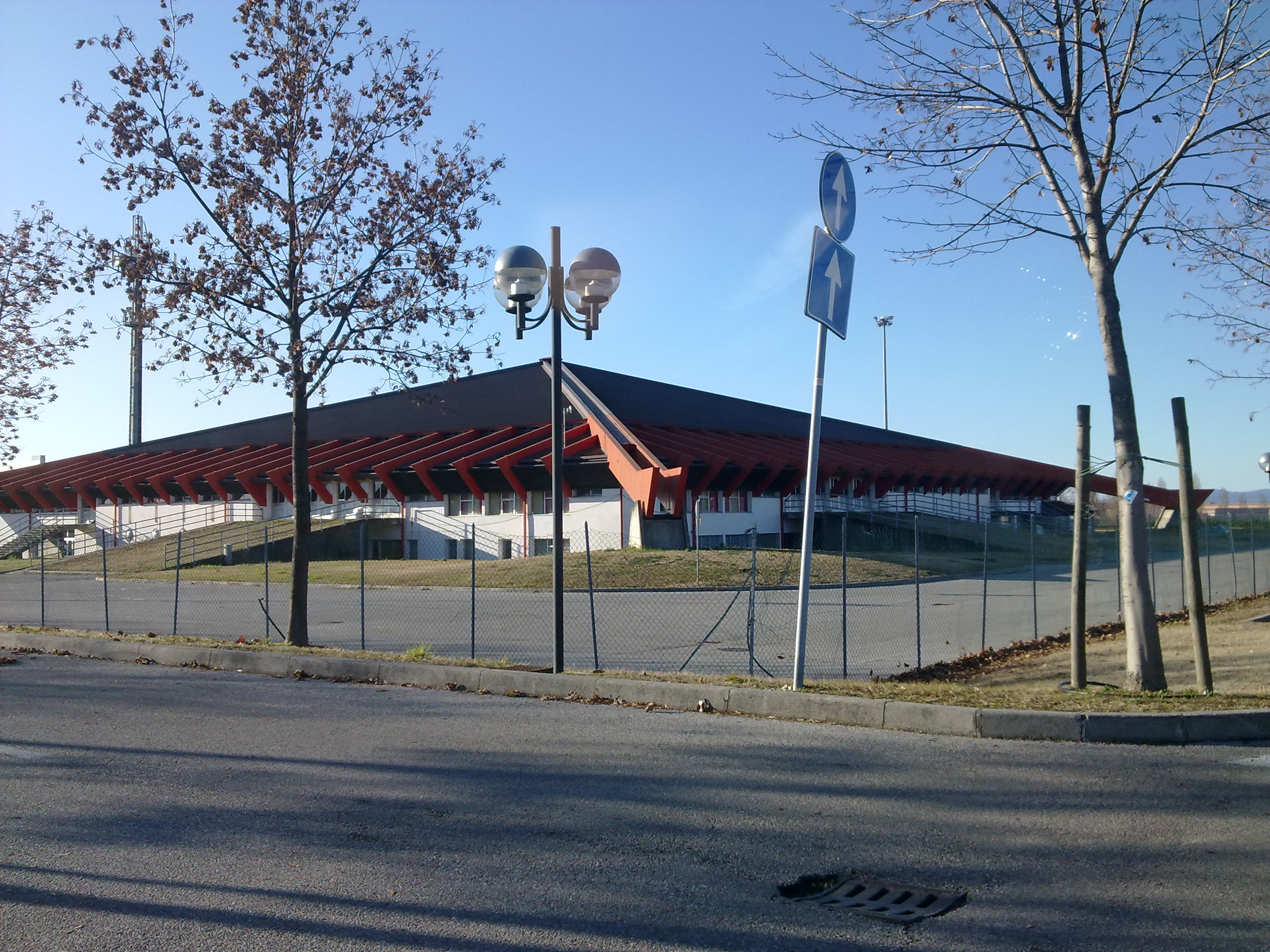
Il PalaBassano teatro del girone B della prima fese della manifestazione.

### Prima fase
Nella prima fase, come per l'edizione precedente, le squadre partecipanti furono divise in due gironi da sei nazionali ciascuno disputati tramite la formula del girone all'italiana con gare di sola andata per un totale di cinque incontri per ciascuna nazionale.
Nel girone A, disputato a Lodi, erano inserite i padroni di casa dell'Italia, il Portogallo campione in carica,, l'Argentina, la Svizzera, gli Stati Uniti e la Francia. Il girone venne vinto dalla nazionale italiana capace di cogliere quattro successi, di cui una è stata una travolgente vittoria sui portoghesi per 6 a 0, su cinque gare mentre al secondo posto giunse proprio il Portogallo. Il terzo posto venne colto dall'Argentina che oltre alle sconfitte ed il quarto e ultimo piazzamento utile per la qualificazione fi ad appannaggio della Svizzera. Al termine del girone gli Stati Uniti e la Francia furono relegate al torneo per non retrocedere nel campionato del mondo B.
Nel girone B, disputato a Bassano del Grappa, erano inserite la Spagna, il Brasile, la Germania, Andorra, l'Angola e i Paesi Bassi. In questo girono la Spagna ebbe vita facile vincendo agevolmente quattro gare in programma soffrendo solo contro il sorprendete Brasile che riuscì a pareggiare l'incontro per 4 a 4. Dietro agli iberici ci fu proprio il Brasile che colse tre vittorie e, rispettivamente al terzo e al quarto posto, la Germania e Andorra; queste nazionali si qualificarono ai quarti di finale del torneo. L'Angola e i Paesi Bassi furono relegate al torneo per non retrocedere nel campionato del mondo B.

### Fase finale
In questa seconda fase ad eliminazione diretta, disputata a Sesto San Giovanni, furono rispettati i pronostici della vigilia. Nei quarti di finale infatti l'Italia, prima classificata nel girone A, ebbe agevolmente la meglio su Andorra per 11 a 2; l'Argentina si sbarazzò del Brasile per 9 a 1 mentre la Spagna eliminò la Svizzera per 5 a 0. Infine il Portogallo sconfisse la Germania con il punteggio di 11 a 1; in questo modo le quattro grandi dell'hockey ebbero accesso alle semifinali per il titolo. La prima semifinale vide gli azzurri vincere, in un incontro spettacolare, contro la nazionale albiceleste per 4 a 3 mentre nel derby tra Spagna e Portogallo furono i lusitani ad avere la meglio per 4 a 1. La finale giocata vide i campioni in carica del Portogallo trionfare contro l'Italia solo ai tiri di rigore dopo che i tempi regolamentari e supplementari terminarono 3 a 3. Al terzo posto giunse l'Argentina mentre la Spagna si classificò quarta. Nel girone per non retrocedere furono i Paesi Bassi ad imporsi mentre come detto gli Stati Uniti, l'Angola e la Francia retrocedettero nel torneo B del 1994.

## Squadre partecipanti
| Squadra        | Qualificazione                   | Partecipazioni precedenti al torneo |
| -------------- | -------------------------------- | --- |
| Andorra        | 1ª al campionato mondiale B 1992 | - |
| Angola         | 3ª al campionato mondiale B 1992 | 5 (1982, 1986, 1988, 1989, 1991) |
| Argentina      | 3ª al campionato mondiale 1991   | 17 (1960, 1962, 1964, 1966, 1968, 1970, 1972, 1974, 1976, 1978, 1980, 1982, 1984, 1986, 1988, 1989, 1991)                                                                               |
| Brasile        | 4ª al campionato mondiale 1991   | 14 (1953, 1956, 1962, 1966, 1970, 1974, 1976, 1978, 1980, 1982, 1984, 1986, 1988, 1991)                                                                                                 |
| Francia        | 2ª al campionato mondiale B 1992 | 20 (1936, 1939, 1947, 1948, 1949, 1950, 1951, 1952, 1953, 1954, 1955, 1956, 1958, 1960, 1970, 1974, 1976, 1980, 1982, 1986)                                                             |
| Germania Ovest | 8ª al campionato mondiale 1991   | 23 (1936, 1939, 1950, 1951, 1953, 1954, 1955, 1956, 1958, 1960, 1962, 1964, 1968, 1970, 1972, 1974, 1976, 1978, 1982, 1984, 1988, 1989, 1991)                                           |
| Italia         | 5ª al campionato mondiale 1991   | 30 (1936, 1939, 1947, 1948, 1949, 1950, 1951, 1952, 1953, 1954, 1955, 1956, 1958, 1960, 1962, 1964, 1966, 1968, 1970, 1972, 1974, 1976, 1978, 1980, 1982, 1984, 1986, 1988, 1989, 1991) |
| Paesi Bassi    | 2ª al campionato mondiale 1991   | 25 (1948, 1949, 1950, 1951, 1952, 1953, 1954, 1955, 1956, 1958, 1960, 1962, 1964, 1966, 1968, 1970, 1972, 1974, 1976, 1980, 1982, 1984, 1986, 1989, 1991)                               |
| Portogallo     | 1ª al campionato mondiale 1991   | 30 (1936, 1939, 1947, 1948, 1949, 1950, 1951, 1952, 1953, 1954, 1955, 1956, 1958, 1960, 1962, 1964, 1966, 1968, 1970, 1972, 1974, 1976, 1978, 1980, 1982, 1984, 1986, 1988, 1989, 1991) |
| Spagna         | 6ª al campionato mondiale 1991   | 28 (1947, 1948, 1949, 1950, 1951, 1952, 1953, 1954, 1955, 1956, 1958, 1960, 1962, 1964, 1966, 1968, 1970, 1972, 1974, 1976, 1978, 1980, 1982, 1984, 1986, 1988, 1989, 1991)             |
| Stati Uniti    | 7ª al campionato mondiale 1991   | 14 (1966, 1968, 1970, 1972, 1974, 1976, 1978, 1980, 1982, 1984, 1986, 1988, 1989, 1991)                                                                                                 |
| Svizzera       | 9ª al campionato mondiale 1991   | 23 (1936, 1939, 1947, 1948, 1949, 1950, 1951, 1952, 1953, 1954, 1955, 1956, 1958, 1962, 1964, 1966, 1968, 1974, 1980, 1982, 1984, 1989, 1991)                                           |

## Svolgimento del torneo

### Prima fase

#### Girone A
| Pos | Squadra     | Pt | G | V | N | P | GF | GS | DG  |
| --- | ----------- | -- | - | - | - | - | -- | -- | --- |
| 1.  | Italia      | 9  | 5 | 4 | 1 | 0 | 49 | 5  | +44 |
| 2.  | Portogallo  | 8  | 5 | 4 | 0 | 1 | 53 | 15 | +38 |
| 3.  | Argentina   | 7  | 5 | 3 | 1 | 1 | 29 | 20 | +9  |
| 4.  | Svizzera    | 4  | 5 | 2 | 0 | 3 | 11 | 27 | -16 |
| 5.  | Stati Uniti | 2  | 5 | 1 | 0 | 4 | 9  | 40 | -31 |
| 6.  | Francia     | 0  | 5 | 0 | 0 | 5 | 8  | 52 | -44 |

| Data       | Ora | Gara       | Gara | Gara        |
| ---------- | --- | ---------- | ---- | ----------- |
| 1º ottobre |     | Svizzera   | 3-1  | Francia     |
| 1º ottobre |     | Italia     | 3-3  | Argentina   |
| 1º ottobre |     | Portogallo | 14-2 | Stati Uniti |
| 2 ottobre  |     | Italia     | 7-0  | Svizzera    |
| 2 ottobre  |     | Francia    | 1-2  | Stati Uniti |
| 2 ottobre  |     | Argentina  | 5-8  | Portogallo  |
| 3 ottobre  |     | Svizzera   | 0-12 | Portogallo  |
| 3 ottobre  |     | Italia     | 19-1 | Francia     |
| 3 ottobre  |     | Argentina  | 7-2  | Stati Uniti |
| 4 ottobre  |     | Argentina  | 5-4  | Svizzera    |
| 4 ottobre  |     | Italia     | 14-1 | Stati Uniti |
| 4 ottobre  |     | Francia    | 2-19 | Portogallo  |
| 5 ottobre  |     | Svizzera   | 4-2  | Stati Uniti |
| 5 ottobre  |     | Italia     | 6-0  | Portogallo  |
| 5 ottobre  |     | Argentina  | 9-3  | Francia     |

#### Girone B
| Pos | Squadra     | Pt | G | V | N | P | GF | GS | DG  |
| --- | ----------- | -- | - | - | - | - | -- | -- | --- |
| 1.  | Spagna      | 9  | 5 | 4 | 1 | 0 | 35 | 10 | +25 |
| 2.  | Brasile     | 7  | 5 | 3 | 1 | 1 | 26 | 18 | +8  |
| 3.  | Germania    | 6  | 5 | 2 | 2 | 1 | 17 | 17 | 0   |
| 4.  | Andorra     | 4  | 5 | 2 | 0 | 3 | 14 | 21 | -7  |
| 5.  | Angola      | 2  | 5 | 0 | 2 | 3 | 7  | 20 | -13 |
| 6.  | Paesi Bassi | 2  | 5 | 0 | 2 | 3 | 12 | 25 | -13 |

| Data       | Ora | Gara     | Gara | Gara        |
| ---------- | --- | -------- | ---- | ----------- |
| 1º ottobre |     | Germania | 4-3  | Andorra     |
| 1º ottobre |     | Brasile  | 7-3  | Paesi Bassi |
| 1º ottobre |     | Spagna   | 10-1 | Angola      |
| 2 ottobre  |     | Andorra  | 7-4  | Paesi Bassi |
| 2 ottobre  |     | Brasile  | 4-4  | Spagna      |
| 2 ottobre  |     | Germania | 2-2  | Angola      |
| 3 ottobre  |     | Angola   | 2-2  | Paesi Bassi |
| 3 ottobre  |     | Brasile  | 8-0  | Andorra     |
| 3 ottobre  |     | Spagna   | 8-1  | Germania    |
| 4 ottobre  |     | Andorra  | 2-0  | Angola      |
| 4 ottobre  |     | Germania | 9-3  | Brasile     |
| 4 ottobre  |     | Spagna   | 8-2  | Paesi Bassi |
| 5 ottobre  |     | Andorra  | 2-5  | Spagna      |
| 5 ottobre  |     | Germania | 1-1  | Paesi Bassi |
| 5 ottobre  |     | Angola   | 2-4  | Brasile     |

### Fase finale

#### Tabellone principale
|  | Quarti di finale | Quarti di finale | Quarti di finale |           |           | Semifinali | Semifinali | Semifinali |           |           | Finale    | Finale          | Finale          |                 |           |
|  |                  |                  |                  |           |           |            |            |            |           |           |           |                 |                 |                 |           |
|  | 7 ottobre        |                  |                  |           |           |            |            |            |           |           |           |                 |                 |                 |           |
|  | A1               | Italia           | 11               |           |           |            |            |            |           |           |           |                 |                 |                 |           |
|  | B4               | Andorra          | 2                |           |           | 8 ottobre  | 8 ottobre  | 8 ottobre  | 8 ottobre | 8 ottobre |           |                 |                 |                 |           |
|  |                  |                  |                  |           | A1        | Italia     | 4          |            |           |           |           |                 |                 |                 |           |
|  | 7 ottobre        | 7 ottobre        | 7 ottobre        | 7 ottobre |           | A3         | Argentina  | 3          |           |           |           |                 |                 |                 |           |
|  | B2               | Brasile          | 1                |           |           |            |            |            |           |           |           |                 |                 |                 |           |
|  | A3               | Argentina        | 9                |           |           |            |            |            |           |           | 9 ottobre | 9 ottobre       | 9 ottobre       | 9 ottobre       | 9 ottobre |
|  |                  |                  |                  |           |           |            |            |            |           |           | A1        | Italia          | 3 (0)           |                 |           |
|  | 7 ottobre        | 7 ottobre        | 7 ottobre        | 7 ottobre | 7 ottobre |            |            |            |           |           | A2        | Portogallo      | 3 (1)           |                 |           |
|  | B1               | Spagna           | 5                |           |           |            |            |            |           |           |           |                 |                 |                 |           |
|  | A4               | Svizzera         | 0                |           |           | 8 ottobre  | 8 ottobre  | 8 ottobre  | 8 ottobre | 8 ottobre |           | Finale 3º posto | Finale 3º posto | Finale 3º posto |           |
|  |                  |                  |                  |           | B1        | Spagna     | 1          |            | 9 ottobre | 9 ottobre | 9 ottobre | 9 ottobre       | 9 ottobre       |                 |           |
|  | 7 ottobre        | 7 ottobre        | 7 ottobre        | 7 ottobre |           | A2         | Portogallo | 4          |           |           | A3        | Argentina       | 3               |                 |           |
|  | A2               | Portogallo       | 11               |           |           |            |            |            |           | B1        | Spagna    | 2               |                 |                 |           |
|  | B3               | Germania         | 1                |           |           |            |            |            |           |           |           |                 |                 |                 |           |

##### Finale
| Arbitro: | Costa |

|                                 |                      |                                        |
| E. Mariotti 31'00" ?'??" 49'10" | Marcatori            | 29'00" 38'32" Almeida 31'47" Rui Lopes |
|                                 | Tiri di rigore 0 – 1 | Santos                                 |
| Giovanni Innocenti              | Allenatori           | António Livramento                     |

#### Tabellone 5º/8º posto
|  | Semifinali - 8 ottobre | Semifinali - 8 ottobre | Semifinali - 8 ottobre |          |    | Finale 5º posto - 9 ottobre | Finale 5º posto - 9 ottobre | Finale 5º posto - 9 ottobre |  |
|  |                        |                        |                        |          |    |                             |                             |                             |  |
|  | B4                     | Andorra                | 5                      |          |    |                             |                             |                             |  |
|  | B4                     | Andorra                | 5                      |          |    |                             |                             |                             |  |
|  | B2                     | Brasile                | 7                      |          |    |                             |                             |                             |  |
|  | B2                     | Brasile                | 7                      |          | B2 | Brasile                     | 4                           |                             |  |
|  |                        |                        |                        |          | B2 | Brasile                     | 4                           |                             |  |
|  |                        |                        | A4                     | Svizzera | 3  |                             |                             |                             |  |
|  | A4                     | Svizzera               | A4                     | Svizzera | 3  | 5                           |                             |                             |  |
|  | A4                     | Svizzera               |                        |          |    | 5                           |                             |                             |  |
|  | B3                     | Germania               | 3                      |          |    | Finale 7º posto - 9 ottobre | Finale 7º posto - 9 ottobre | Finale 7º posto - 9 ottobre |  |
|  | B3                     | Germania               | 3                      |          |    |                             |                             |                             |  |
|  |                        |                        |                        |          |    |                             |                             |                             |  |
|  |                        |                        |                        |          |    | B4                          | Andorra                     | 6                           |  |
|  |                        |                        |                        |          |    | B4                          | Andorra                     | 6                           |  |
|  |                        |                        |                        |          |    | B3                          | Germania                    | 5                           |  |

#### Girone 9º/12º posto
| Pos | Squadra     | Pt | G | V | N | P | GF | GS | DG |
| --- | ----------- | -- | - | - | - | - | -- | -- | -- |
| 1.  | Paesi Bassi | 5  | 3 | 2 | 1 | 0 | 13 | 7  | +6 |
| 2.  | Stati Uniti | 3  | 3 | 1 | 1 | 1 | 10 | 12 | -2 |
| 3.  | Angola      | 2  | 3 | 1 | 0 | 2 | 15 | 13 | +2 |
| 4.  | Francia     | 2  | 3 | 0 | 2 | 1 | 9  | 15 | -6 |

| Data      | Ora | Gara        | Gara | Gara        |
| --------- | --- | ----------- | ---- | ----------- |
| 7 ottobre |     | Stati Uniti | 5-4  | Angola      |
| 7 ottobre |     | Paesi Bassi | 3-3  | Francia     |
| 8 ottobre |     | Paesi Bassi | 6-3  | Angola      |
| 8 ottobre |     | Francia     | 4-4  | Stati Uniti |
| 9 ottobre |     | Angola      | 8-2  | Francia     |
| 9 ottobre |     | Paesi Bassi | 4-1  | Stati Uniti |

## Classifica finale
| Pos | Squadra     |
| --- | ----------- |
| 1.  | Portogallo  |
| 2.  | Italia      |
| 3.  | Argentina   |
| 4.  | Spagna      |
| 5.  | Brasile     |
| 6.  | Svizzera    |
| 7.  | Andorra     |
| 8.  | Germania    |
| 9.  | Paesi Bassi |
| 10. | Stati Uniti |
| 11. | Angola      |
| 12. | Francia     |